# Bryan Villalobos
Bryan Villalobos Azofeifa (2 april 1992) is een Costa Ricaans wielrenner.

## Carrière
In 2012 wist Villalobos in Ronde van Costa Rica in drie etappes op het podium te eindigen, waardoor hij derde in het eindklassement werd. Enkel winnaar Juan Carlos Rojas en Elías Vega wisten hem voor te blijven.
In juni 2015 won Villalobos het nationale kampioenschap op de weg door Rodolfo Villalobos te verslaan in een sprint-à-deux. In de Ronde van Costa Rica wist hij, mede door een zesde plaats in de negende etappe, op de zevende plaats in het algemeen klassement te eindigen. Op 17 februari 2016 werd Villalobos echter, net als drie ploeggenoten, door de UCI voorlopig geschorst nadat hij tijdens die koers positief testte op het gebruik van ostarine. Later besloot de UCI hem voor drie jaar te schorsen en zijn resultaten vanaf de Costa Ricaanse etappekoers te schrappen.

## Overwinningen
2015
 Costa Ricaans kampioen op de weg, Elite

## Ploegen
- 2016 –  Coopenae Extralum

Alpízar · Betancourt · Brenes · Carballo · González · Jiménez · Mejía · Salas · Solano · B. Villalobos · R. Villalobos